# West Jefferson, Alabama
West Jefferson là một thị trấn thuộc quận Jefferson, tiểu bang Alabama, Hoa Kỳ. Dân số năm 2009 là 409 người, mật độ đạt 170 người/km².